# Resistenza di Buchenwald

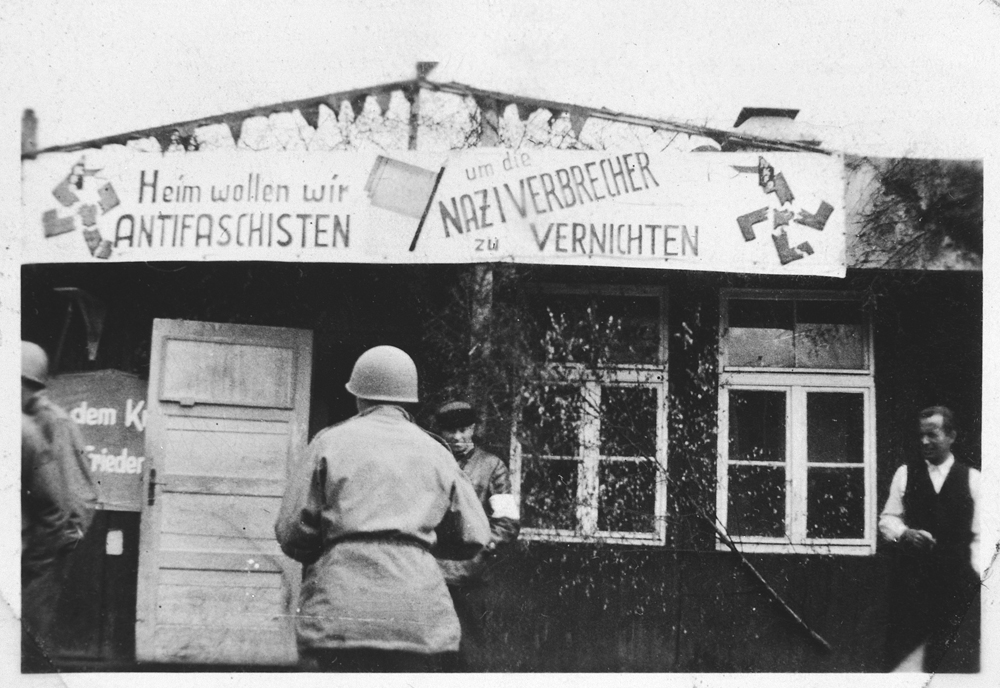
Striscione antinazista fuori da una baracca a Buchenwald. Il cartello recita: "Noi antifascisti vogliamo tornare a casa per sradicare i criminali nazisti".

La Resistenza di Buchenwald fu un gruppo di resistenza composto dai prigionieri del campo di concentramento di Buchenwald. L'organizzazione coinvolse comunisti, socialdemocratici e persone affiliate ad altri partiti politici e non, cristiani, ebrei e musulmani.
Data la provenienza eterogenea dei detenuti di Buchenwald, la resistenza assunse un carattere internazionale: gli aderenti si adoperarono per sabotare le attività naziste, si impegnarono per salvare le vite dei bambini detenuti e negli ultimi giorni di attività del campo, con numerosi ufficiali nazisti in fuga a causa dell'avanzata delle truppe alleate, assunsero il controllo del campo stesso. Dopo la liberazione i prigionieri documentarono le proprie esperienze e costituirono un comitato internazionale con l'obiettivo di tutelare il benessere dei sopravvissuti.

## Forme di resistenza nel campo

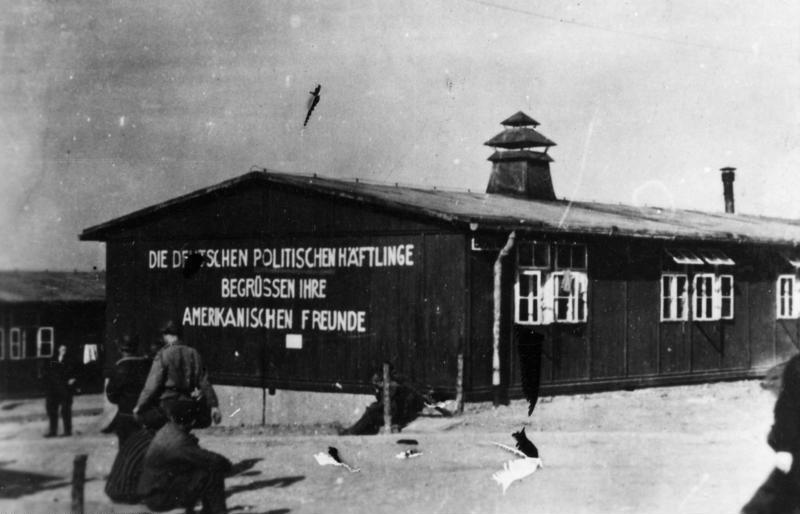
Buchenwald durante la liberazione. Il cartello recita:"I prigionieri politici tedeschi danno il benvenuto ai loro amici statunitensi".

Nei campi di concentramento nazisti alcune mansioni di gestione interna furono delegate dalle SS ai cosiddetti "funzionari dei prigionieri" (in tedesco Funktionshäftlinge). Inizialmente questi incarichi furono assegnati ai criminali, ma dopo il 1939 i prigionieri politici cominciarono a sostituire i criminali, sebbene le SS continuassero a preferire questi ultimi. Nonostante ciò, i prigionieri politici mantennero posizioni di rilievo come "funzionari dei prigionieri" fino alla liberazione. I funzionari criminali furono noti per la loro brutalità, usata sia per impressionare le guardie SS sia per migliorare la propria condizione detentiva. Erano odiati dagli altri prigionieri, i quali riuscivano a eliminarli scoprendo le prove dei furti nei magazzini del campo.
Dopo la firma del patto Molotov-Ribbentrop dell'agosto 1939, l'antagonismo ideologico tra nazisti e comunisti fu temporaneamente mitigato. Le SS erano consapevoli della capacità organizzativa dei comunisti e della loro rete internazionale, elementi che, dal punto di vista della direzione del campo, si rivelarono utili, perché con l'inizio del conflitto Buchenwald cominciò ad avere una popolazione carceraria multilingue. Quando la Germania invase l'Unione Sovietica nel 1941, i prigionieri comunisti persero inizialmente queste posizioni, riuscendo in seguito a riottenerle. Per rafforzare la coesione, i kapo comunisti si assicurarono che i funzionari dei prigionieri provenissero da diverse nazioni, cooperarono con i socialdemocratici e gli altri politici per attuare la linea politica del Fronte Popolare promossa dal Comintern.
Il campo d'azione dei kapo "rossi" (comunisti) era ristretto, perché rischiavano sempre di vedersi revocati gli incarichi e di essere uccisi. Ma godendo comunque di una certa mobilità e libertà d'azione in quanto funzionari dei prigionieri, sfruttarono con ogni mezzo le proprie possibilità per preservare la vita degli altri detenuti. I kapo rossi lavoravano principalmente nell'ufficio delle statistiche del lavoro, nell'infermeria e come sostituti delle guardie del campo. L'ufficio delle statistiche del lavoro pianificava i turni lavorativi e compilava gli elenchi relativi alle squadre di lavoro esterne. Ciò consentì loro, ad esempio, di assegnare a determinati membri della Resistenza il compito di infiltrarsi nel famigerato campo di Dora-Mittelbau. Difficilmente un prigioniero poteva sopravvivere più di 6 settimane nei tunnel del campo. Malgrado ciò, quelli come Albert Kuntz riuscirono a costruire un'organizzazione di resistenza dedita al sabotaggio dei razzi V-2.
Nell'infermeria i kapo potevano nascondere temporaneamente altri prigionieri alle SS: in alcune circostanze riuscirono a trasferirvi le persone in pericolo di vita imminente e a far risultare nei registri il loro decesso, per poi attribuire loro l'identità di altri prigionieri deceduti di recente.
Robert Siewert, kapo e al tempo stesso muratore, convinse le SS a permettere ai bambini polacchi di essere istruiti come muratori, una figura professionale di cui i nazisti necessitavano per i loro numerosi progetti edilizi, sottraendo in tal modo un certo numero di giovani a una morte quasi certa.

## Comitato internazionale di Buchenwald
Il Comitato nacque da una cospirazione tra i reclusi del campo di concentramento, e la sua eredità perdura ancora oggi.
Con l'afflusso di prigionieri politici provenienti da diverse nazioni occupate dai nazisti, i prigionieri politici tedeschi stabilirono contatti con i membri delle varie organizzazioni di provenienza. Il Comitato Internazionale del campo (CIC) fu formalmente costituito nel luglio del 1943 sotto la guida del comunista tedesco Walter Bartel e divenne il centro cospirativo della resistenza politica antinazista nel campo. Il luogo di fondazione e di riunione del CIC fu una stanza protetta situata nell'infermeria. Inoltre, sotto la sua direzione, fu costituita l'Organizzazione militare internazionale di Buchenwald.
Nelle fasi conclusive del conflitto, con l'avvicinarsi delle truppe americane, la maggior parte delle guardie e degli alti ufficiali nazisti si diede alla fuga. I detenuti riuscirono a organizzare una ribellione su vasta scala e a liberare il campo poco prima dell'arrivo delle forze statunitensi.
Due ufficiali dei servizi segreti statunitensi, Egon W. Fleck e il tenente Edward A. Tenenbaum, riferirono di essersi imbattuti in un'unità composta da migliaia di prigionieri armati che marciavano in formazione all'esterno del campo l'11 aprile 1945.

### Membri del Comitato internazionale del campo, 1944-1945
- Walter Bartel
- Ernst Busse
- Domenico Ciufoli
- Henri Glineur
- Jan Haken
- Otto Horn
- Kvetoslav Innemann
- Jan Izydorczyk
- Harry Kuhn
- Marcel Paul
- Otto Roth
- Nikolaj Simakov
- Heinrich Studer
- Rudi Supek
- Walter Vielhauer

### Bambini salvati dallo sterminio

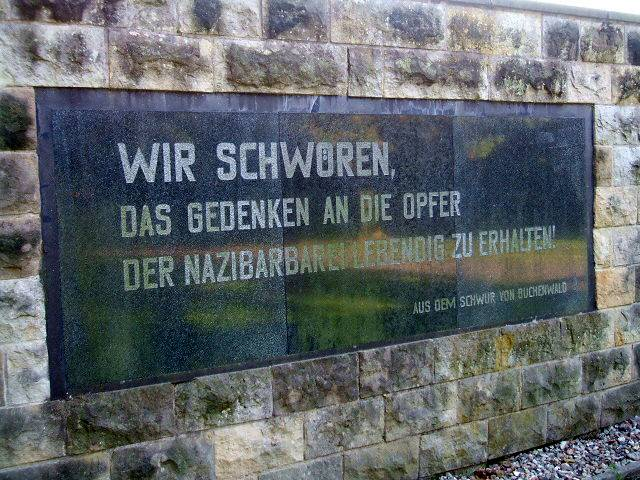
Memoriale del cimitero di Stralsunder: "Giuriamo di mantenere viva la memoria delle vittime della barbarie nazista".

Centinaia di bambini e adolescenti di Buchenwald ebbero salva la vita. Il documentario The Boys of Buchenwald esamina i loro sforzi per reinserirsi nel tessuto sociale dopo l'esperienza della prigionia nazista. Anche il film francese La Maison de Nina affronta il tema dei bambini sopravvissuti. Tra i salvati si annoverano:
- Yehoshua Robert Büchler[16]
- Imre Kertész (Premio Nobel per la letteratura nel 2002)[17]
- Joseph Schleifstein[18]
- Gert Schramm[19]
- Elie Wiesel, (Premio Nobel per la pace nel 1986)[20]
- Stefan Jerzy Zweig[20][21][22]

## Comitato del Fronte Popolare di Buchenwald
Gli antifascisti di Buchenwald costituirono un fronte unito che comprendeva membri di diverse affiliazioni partitiche. Nel 1944 riuscirono a formare un "Comitato del fronte Popolare" tedesco, un'organizzazione clandestina operante all'interno del campo. I membri di spicco erano Hermann Brill del Partito Socialdemocratico (SPD) come presidente, il dottor Werner Hilpert del Deutsche Zentrumspartei, poi Unione Cristiano-Democratica (CDU), Ernst Thape della SPD e Walter Wolf del Partito Comunista (KPD).

## Documenti
Dopo che l'11 aprile 1945 il campo fu liberato, diversi gruppi di prigionieri presentarono risoluzioni e dichiarazioni ufficiali:
- La Dichiarazione del Comitato del fronte popolare dei socialdemocratici, dei comunisti e dei cristiani;
- Il Manifesto di Buchenwald dei socialdemocratici e dei socialisti di lingua tedesca;[25]
- la risoluzione del Partito Comunista di Buchenwald;[26]
- La bozza di un manifesto di politica scolastica della Commissione per l'educazione;
- Numerose dichiarazioni e manifesti in varie lingue degli ex prigionieri;
- Il Giuramento di Buchenwald del Comitato internazionale del campo di Buchenwald, in diverse lingue.[4][27]

### Dichiarazione del Comitato del fronte popolare

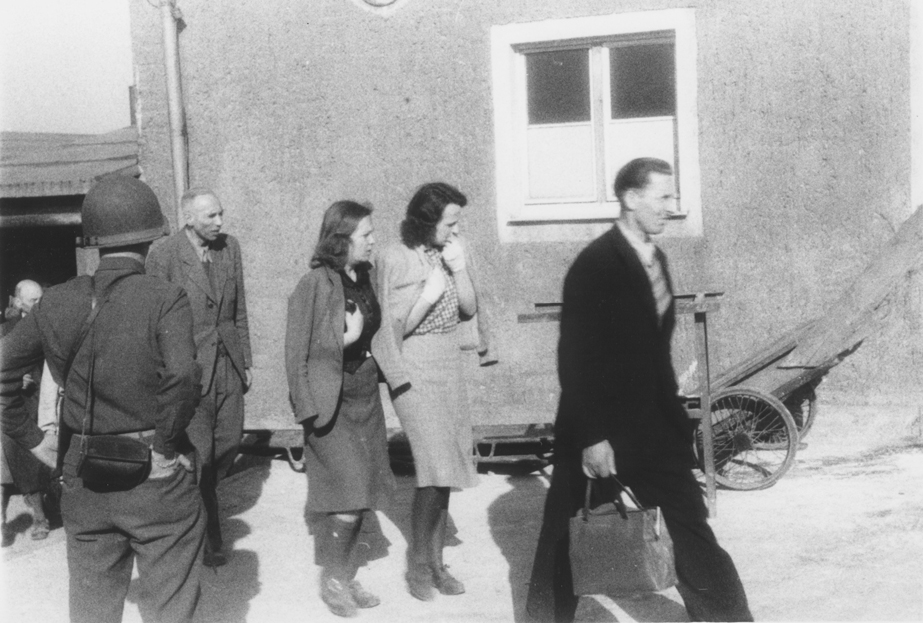
I residenti locali costretti a visitare il campo di Buchenwald appena liberato.

Il 19 aprile 1945, in occasione della commemorazione organizzata dal Comitato internazionale del campo in onore dei morti di Buchenwald, il Comitato del fronte popolare presentò la propria risoluzione di fronte a 21 000 sopravvissuti.
I prossimi compiti del fronte popolare
"Le forze democratiche di tutto il mondo si levano in piedi per la vittoria sul nazismo. Gli anti-nazisti tedeschi possono essere orgogliosi di aver contribuito a questa vittoria, nonostante le numerose vittime e le molte sofferenze. Tuttavia, il terribile avversario che giace sul terreno non è ancora del tutto annientato. L'ora storica esige con ancor maggiore urgenza la mobilitazione di tutte le forze antifasciste per abbattere per sempre il nemico sanguinario di ogni cultura e poter scongiurare il ripetersi della sua dittatura criminale. Pertanto, al momento, chiediamo quanto segue:
1. Formazione immediata di comitati cittadini antifascisti nella città e nella nazione.
2. Assunzione del governo attraverso i Comitati dei cittadini in consultazione con le autorità di occupazione.
3. Epurazione della polizia dagli elementi nazisti, istituzione di una forza di difesa composta da milizie per prevenire sabotatori, Werwolf e simili.
4. Cessazione di ogni attività per Hitler, prevenzione di ulteriori distruzioni della Germania, impedimento di ogni lavoro, trasporto, comunicazione e qualsivoglia azione bellica in favore del Terzo Reich attraverso i Comitati dei Cittadini e le loro istituzioni.
5. Arresto e sorveglianza di tutti gli elementi nazisti, loro trasferimento al tribunale del popolo.
6. Confisca dei beni e delle imprese naziste.
7. Creazione di un nuovo ordine democratico in opposizione al nazismo.
8. Organizzazione di un Comitato Nazionale di Antinazisti, formazione di un governo repubblicano.
9. Ripresa del lavoro, in condizioni umane, nella città e nella nazione, ed esclusivamente per il sostentamento del popolo tedesco. Rapido reinserimento della Germania nell'economia mondiale, pronta adozione di strette relazioni economiche con l'Unione Sovietica come naturale partner economico sul continente europeo.
10. Formazione di sindacati antifascisti.
11. Pubblicazione di nuovi giornali e riviste, utilizzo dei servizi di informazione radiofonica e di tutte le istituzioni per informare il popolo tedesco sui crimini del nazismo, sulla reale situazione della Germania e per formare un'opinione pubblica democratica.

Viva la libertà! Viva la Repubblica Popolare Tedesca!".

### Giuramento di Buchenwald

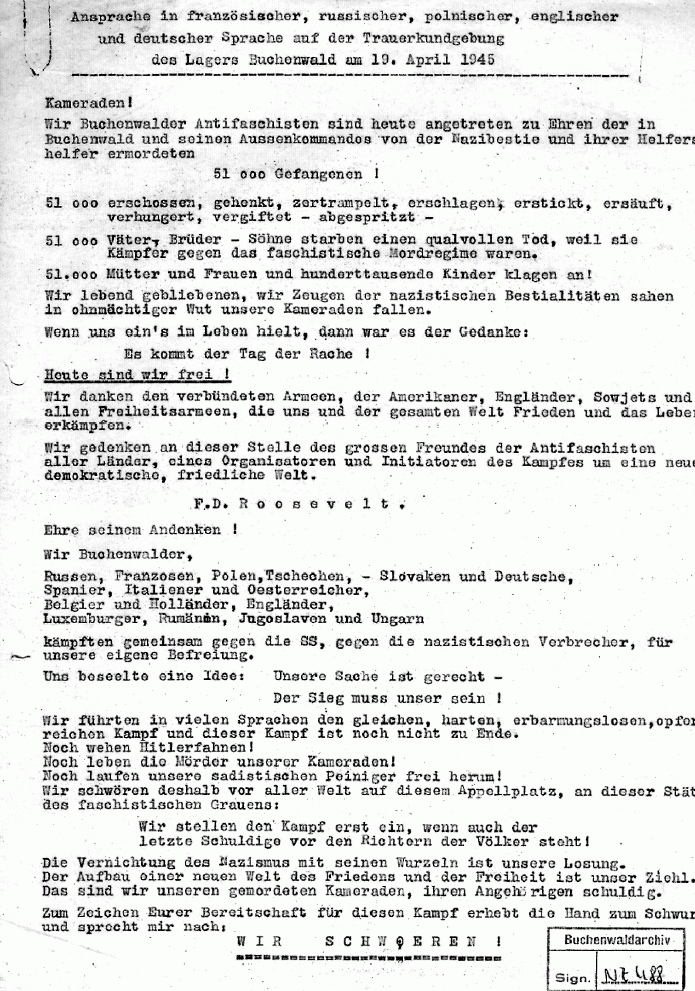
Giuramento di Buchenwald

#### Contenuti
Il nucleo fondante del giuramento di Buchenwald recita: "Continueremo a lottare finché l'ultimo colpevole non comparirà davanti ai tribunali del popolo. Il nostro imperativo è la distruzione del nazismo dalle sue radici. Il nostro obiettivo è l'edificazione di un nuovo mondo di pace e libertà. Questa è la nostra responsabilità nei confronti dei nostri compagni assassinati e dei loro familiari".
Dopo la lettura del giuramento di Buchenwald, i prigionieri levarono le mani ed esclamarono:"Lo giuriamo".

#### Ricezione
Per i combattenti della Resistenza comunista il giuramento di Buchenwald rappresentò un simbolo di notevole importanza nella lotta contro il fascismo. Il ruolo dei prigionieri comunisti che ricoprivano incarichi funzionali è oggetto di controversie e dibattiti, anche perché furono strumentalizzati dalla Repubblica Democratica Tedesca (DDR).
La DDR intrerpretava la Resistenza nel contesto dell'antifascismo socialista. I successi dei combattenti della Resistenza comunista venivano enfatizzati, mentre gli altri gruppi di resistenti e la sorte delle vittime ebree ricevevano scarsa attenzione. Al contrario, nella Germania occidentale il contributo dei comunisti veniva menzionato di rado. Negli ultimi anni si è ampiamente dibattuto anche sulla misura in cui i prigionieri funzionali collaborarono con le SS e sulla loro eventuale partecipazione nella gestione rigida del campo.

### Manifesto di Buchenwald

#### Contenuti del Manifesto di Buchenwald
Il Manifesto di Buchenwald, scritto dal dottore in legge Hermann Brill e da altri esponenti, postulava l'eliminazione del fascismo attraverso l'adozione di misure specifiche, l'istituzione di una Repubblica Popolare, la riforma del lavoro (con la previsione, ad esempio, della giornata lavorativa di otto ore e del diritto di costituire organizzazioni sindacali), la socializzazione dell'economia, la promozione della pace e dei diritti umani attraverso i risarcimenti, la diffusione dell'umanesimo, la garanzia della libertà di istruzione, delle arti e la realizzazione dell'"unità socialista".
Il Manifesto affermava (in parte) quanto segue:
Abbiamo sopportato la prigione, gli zuchthaus e i campi di concentramento perché credevamo di dover operare per gli ideali e gli obiettivi del socialismo, e per la salvaguardia della pace, anche sotto la dittatura [nazista]. Negli zuchthaus e nei campi di concentramento, nonostante la minaccia quotidiana di una morte miserevole, abbiamo proseguito le nostre attività cospirative.
Attraverso questa lotta, abbiamo acquisito un grado di forza umana, morale e intellettuale che, nella vita ordinaria, è impossibile conseguire. All'ombra dei martiri della nostra ideologia, morti per mano del boia hitleriano, e di fronte alla speciale responsabilità per il futuro dei nostri figli, ci riserviamo il diritto e ci sentiamo in dovere di indicare al popolo tedesco le misure necessarie per salvare la Germania da questo collasso senza precedenti storici e per riconquistare il rispetto e la fiducia del Consiglio delle Nazioni.
1. Sradicamento del fascismo
Finché il fascismo e il militarismo in Germania non saranno completamente sradicati, non ci sarà pace né per noi né per il mondo. I nostri sforzi principali devono essere indirizzati alla rimozione definitiva di ogni manifestazione sociale di questa sanguinosa oppressione.
2. Instaurazione della Repubblica Popolare
Questa monumentale impresa potrà essere compiuta unicamente se tutte le forze antifasciste si uniranno in una salda alleanza.
In primo luogo, in ogni comunità devono essere formati Comitati Cittadini Antifascisti che, quanto prima, attraverso il concorso di organizzazioni antifasciste, devono essere istituiti su una base integralmente democratica.
Tali Comitati Cittadini nomineranno un Congresso Popolare Tedesco per l'intera nazione, che dovrà quindi insediare un governo popolare ed eleggere un parlamento del popolo.
Dovranno essere ripristinati i diritti costituzionali di libertà civile, personale e religiosa, di pensiero, parola e espressione, di movimento e di assemblea.
I Comitati Cittadini disporranno di consigli municipali che, tramite delegati, sceglieranno i consigli distrettuali e statali. I diversi organi di autorità nelle città e nello Stato dovranno essere nuovamente designati. I commissari statali assumeranno il controllo della restante amministrazione...".
3. Riforma del lavoro
L'edificazione e l'attuazione della Repubblica Popolare saranno possibili unicamente se le masse dei lavoratori delle città e dello Stato vi riconosceranno la propria nazione, la sosterranno e saranno sempre pronte a difenderla. Ciò accadrà solo quando la Repubblica Popolare libererà il lavoro dal suo inaudito sfruttamento e dalla sua privazione di diritti, imposti dai servi capitalisti del Partito Nazista, e creerà e garantirà un'esistenza dignitosa per tutti i lavoratori. Pertanto, una politica sociale e un'assicurazione adeguate alle esigenze dei lavoratori dovranno essere elaborate di conseguenza.
La giornata lavorativa di otto ore dovrà essere immediatamente ripristinata e si dovrà predisporre un'ulteriore riduzione dell'orario di lavoro.
Una nuova moneta, un bilancio pubblico epurato dai fardelli della dittatura [nazista] e una nuova socializzazione delle banche e delle compagnie assicurative sotto la direzione di istituti di credito pubblici costituiranno le fondamenta di una sana politica economica.
I monopoli di Stato per i beni di consumo di massa avranno un effetto fiscale e regoleranno i prezzi [...]
5. Pace e diritti
Con la più profonda e sincera convinzione, riconosciamo di fronte al mondo l'obbligo giuridico di corrispondere la Wiedergutmachung per i danni che il popolo tedesco ha commesso attraverso l'hitlerismo. Abbiamo deciso di rifiutare contributi e servitù feudali, tanto sinceramente desideriamo contribuire affinché, attraverso l'ammortamento di un debito determinato, si crei una nuova atmosfera di fiducia nei confronti della Germania [...]
Auspichiamo di essere ammessi con la dovuta sollecitudine nell'organizzazione mondiale per la pace e la sicurezza e, in particolare come giudici e forza politica, di fornire un contributo alla giurisdizione internazionale che sarà riconosciuto come meritevole dalle altre nazioni [...]

6. Umanitarismo
A tal fine, necessitiamo di un nuovo spirito, che dovrà incarnare il nuovo tipo di tedesco europeo. Dopo la Seconda guerra mondiale, nessuno sarà in grado di rieducarci se non lo faremo liberamente noi stessi.
Nuove università formate dalle più pregevoli forze dell'emigrazione e dall'intelligenza socialista interna genereranno i nostri nuovi insegnanti [...]
Il Manifesto di Buchenwald si concludeva con la formula:
Viva l'Unione di tutte le forze antifasciste tedesche!
Viva la Germania libera, pacifica e socialista!
Viva il socialismo democratico rivoluzionario!
Viva l'Internazionale socialista di tutto il mondo!

#### Firmatari
Il Manifesto fu sottoscritto, tra gli altri provenienti dalla Germania e da altre nazioni, da Heinz Baumeister, Gottlieb Branz, Hermann Brill, Benedikt Kautsky, Karl Mantler, Erich Schilling ed Ernst Thape.

### Risoluzione del Partito Comunista di Buchenwald
Al momento della liberazione del campo l'organizzazione clandestina del KPD a Buchenwald contava 629 prigionieri provenienti da 22 diverse circoscrizioni. A questi si aggiungevano 111 nuovi candidati all'adesione, mentre 59 prigionieri non furono ammessi come membri per inadempienze agli obblighi di partito.
Il partito riprese la propria attività legalmente e il 22 aprile 1945 convocò un'assemblea dei delegati a Buchenwald, in cui furono valutate le recenti esperienze e fu proclamato un piano d'azione per il futuro.
Il documento definì il fascismo e la guerra come il "tentativo del capitalismo monopolistico tedesco di superare la crisi economica attraverso una brutale dittatura fascista e una guerra imperialista". L'obiettivo primario era quello di consolidare il capitale monopolistico tedesco come potenza egemone a livello globale.
La risoluzione afferma inoltre che,

## Riferimenti in letteratura
La Resistenza di Buchenwald è menzionata esplicitamente nell'ultimo capitolo del libro di memorie di Elie Wiesel Night, in cui descrive la Resistenza mentre prende «la decisione di non abbandonare gli ebrei e di impedire la loro liquidazione», cosa che, a suo dire, li aveva spinti a sussurrare a lui e agli altri «bambini del [suo] blocco» consigli salvavita, esortandoli a «tornare nel vostro blocco. I tedeschi hanno intenzione di spararvi. Tornate indietro e non muovetevi» (114). Inoltre, descrive le azioni del movimento di resistenza la mattina precedente a quando «il primo carro armato americano si fermò davanti ai cancelli di Buchenwald», momento in cui Wiesel stesso fu tratto in salvo:
()
Questo momento illustra la speranza e l'audacia latente nelle persone imprigionate e apparentemente condannate a morte; la consapevolezza dell'avvicinarsi del fronte, e con esso delle truppe alleate, fornì la fiducia necessaria e un rinnovato senso di ottimismo agli appartenenti alla Resistenza e agli altri prigionieri del campo di Buchenwald, come riportato dall'USHMM:
()

### Approfondimenti
- (DE) Rüdiger Griepenburg, Die Volksfronttaktik im sozialdemokratischen Widerstand gegen das Dritte Reich: dargestellt an der Gruppe Deutsche Volksfront und das Volksfrontkomitee im Konzentrationslager Buchenwald, II, 1969.
- (DE) Rüdiger Griepenburg, Volksfront und deutsche Sozialdemokratie: zur Auswirkung der Volksfronttaktik im sozialistischen Widerstand gegen den Nationalsozialismus, vol. 3, Marburg, Oberlahnpresse, 1971.
- (DE) Ulrich Peters, "Wer die Hoffnung verliert, hat alles verloren." Kommunistischer Widerstand in Buchenwald, Cologne, PapyRossa, 2003.
- (DE) Bericht des internationalen Lagerkomitees des KZ Buchenwald (1949) von Internationales Lagerkomitee Buchenwald von Verlag kommunistischer u. antifaschistischer Schriften V.K.S., 2003.
- (DE) Internationales Buchenwald-Komitee, Buchenwald. Mahnung und Verpflichtung. Dokumente und Berichte, Frankfurt am Main, 1960.